# Liste der Monuments historiques in Aubigné (Ille-et-Vilaine)
Die Liste der Monuments historiques in Aubigné (Ille-et-Vilaine) führt die Monuments historiques in der französischen Gemeinde Aubigné auf.

## Liste der Objekte
| Bezeichnung                                                              | Beschreibung                                 | Standort                        | Kennzeichnung | Schutzstatus | Datum | Bild |
| ------------------------------------------------------------------------ | -------------------------------------------- | ------------------------------- | ------------- | ------------ | ----- | ---- |
| Wandmalerei                                                              | auf Holz, um 1800                            | in der Kirche Notre-Dame (Lage) | PM35002999    | Inscrit      | 2013  |      |
| Gemälde Don du Rosaire à saint Dominique et à sainte Catherine de Sienne | auf Stoff, 1662                              | in der Kirche Notre-Dame (Lage) | Inscrit       | Inscrit      | 2013  |      |
| Skulptur Christus am Kreuz                                               | Holz, polychrom gefasst, 16. Jahrhundert     | in der Kirche Notre-Dame (Lage) | PM35003000    | Inscrit      | 2013  |      |
| Taufbecken                                                               | Granit, 15. Jahrhundert                      | in der Kirche Notre-Dame (Lage) | PM35000018    | Classé       | 1906  |      |
| Weihwasserbecken                                                         | Granit, 15. Jahrhundert                      | in der Kirche Notre-Dame (Lage) | PM35000019    | Classé       | 1906  |      |
| Retabel und Tabernakel                                                   | Holz, bemalt, 16. bis 19. Jahrhundert        | in der Kirche Notre-Dame (Lage) | PM35002996    | Inscrit      | 2013  |      |
| Retabel und Tabernakel                                                   | Holz, bemalt und vergoldet, 1662, 1746, 1790 | in der Kirche Notre-Dame (Lage) | PM35002997    | Inscrit      | 2013  |      |